# 维勒穆瓦里约
维勒穆瓦里约（法語：Villemoirieu，法語發音：[vil.mwaʁjø]）是法国伊泽尔省的一个市镇，位于该省西北部，属于拉图尔迪潘区。

## 地理
维勒穆瓦里约（45°42'57"N, 5°14'12"E）面积13.29 平方千米，位于法国奥弗涅-罗讷-阿尔卑斯大区伊泽尔省，该省份为法国东南部内陆省份，北起顺时针与安省、萨瓦省、上阿尔卑斯省、德龙省、阿尔代什省、卢瓦尔省和罗讷省。
与维勒穆瓦里约接壤的市镇（或旧市镇、城区）包括：沙马尼约、绍佐、克雷米约、迪济米约、莫拉、圣罗曼-德雅利奥纳斯、蒂尼约-雅梅济约、韦西略。

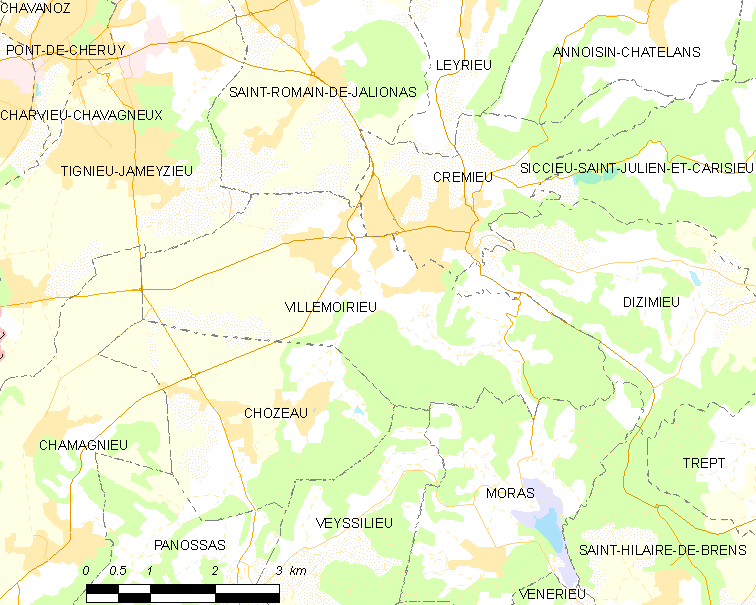
维勒穆瓦里约的OSM定位图

维勒穆瓦里约的时区为UTC+01:00、UTC+02:00（夏令时）。

## 行政
维勒穆瓦里约的邮政编码为38460，INSEE市镇编码为38554。

## 政治
维勒穆瓦里约所属的省级选区为沙尔维约-沙瓦尼厄县。

## 人口

1962-2008年间维勒穆瓦里约人口变化图示

维勒穆瓦里约于2022年1月1日时的人口数量为1890人。